# باول جيلمور
باول جيلمور (بالإنجليزية: Paul Gilmore)‏ هو ممثل أمريكي، ولد في 1873، وتوفي في 1962.

## وصلات خارجية
- باول جيلمور على موقع IMDb (الإنجليزية)
- باول جيلمور على موقع قاعدة بيانات برودواي على الإنترنت (الإنجليزية)